# Душенов Костянтин Іванович
Костянтин Іванович Душенов (нар. 9 серпня 1895, село Івановське Вологодської губернії, тепер село Константиново Вологодського району Вологодської області, Російська Федерація — розстріляний 4 лютого 1940, Москва) — радянський діяч військово-морського флоту, флагман 1-го рангу, командувач Північного флоту СРСР. Депутат Верховної Ради СРСР 1-го скликання (1937—1938).

## Біографія
Народився 28 липня (9 серпня) 1895 року в багатодітній селянській родині. Закінчив церковноприходську школу.
Працював посильним в аптеці в місті Вологді. У 1910 році приїхав в Санкт-Петербург і став працювати пакувальником на аптекарських складах.
У травні 1915 року призваний на військову службу в Балтійський флотський екіпаж. Стройове навчання відбував у місті Гельсінгфорсі на транспорті «Русь». У грудні 1915 року переведений на крейсер «Аврора», де служив до березня 1916 року. З березня 1916 року навчався в школі писарів суднових власників. Після завершення навчання повернувся служити на крейсер «Аврора».
У травні 1917 року обраний секретарем суднового комітету крейсера «Аврора». Був зв'язковим між крейсером і Смольним, у листопаді 1917 брав участь у штурмі Зимового палаці в Петрограді, очолював охорону захопленого більшовиками палацу. Доставляв заарештованих міністрів Тимчасового уряду в Петропавловську фортецю.
З кінця листопада 1917 року — командир взводу і роти моряків під Царським Селом і Гатчиною. У 1918—1919 роках — заступник начальника, начальник постачання Волзької військової флотилії.
Член РКП(б) з 1919 року.
З липня 1919 року — старший морський начальник і командир Саратовського військового порту. Потім — старший морський начальник і командир Астраханського військового порту. У 1920 році працював особливоуповноваженим Ради праці і оборони РРФСР з поглиблення фарватера Волги.
У 1920—1921 роках — командир Севастопольського військово-морського порту. У 1921—1924 роках — командир Бакинського (Каспійського) військово-морського порту.
У 1924—1927 роках — слухач Військово-морської академії РСЧА. Під час навчання стажувався на командних і штабних посадах.
У 1927—1930 роках — командир і військовий комісар навчального корабля «Комсомолець»; начальник штабу дивізії лінкорів Балтійського флоту.
З січня по листопад 1930 року — начальник і військовий комісар Військово-морської академії РСЧА.
У листопаді 1930 — березні 1935 року — начальник штабу Морських сил Чорного моря.
У березні 1935 — травні 1937 року — командувач Північної військової флотилії. У травні 1937 — травні 1938 року — командувач Північного флоту СРСР. Член Військової ради при народному комісарі оборони.
Заарештований 22 травня 1938 року. Засуджений Військовою колегією Верховного суду СРСР 3 лютого 1940 року до страти. Розстріляний наступного дня. Похований на Донському кладовищі Москви.
Визначенням Військової колегії Верховного суду СРСР 29 квітня 1955 року вирок скасований і справа припинена за відсутністю складу злочину. Реабілітований.

## Звання
- флагман 1-го рангу (1935)

## Нагороди та звання
- орден Червоного Прапора (15.03.1938)
- орден Червоної Зірки (23.12.1935)
- медаль «XX років Робітничо-Селянській Червоній Армії» (22.02.1938)
- Почесний громадянин міста Сєвєроморська (посмертно, 12.08.1965)